# Agoliinus canadensis
Agoliinus canadensis är en skalbaggsart som beskrevs av Garnett 1920. Agoliinus canadensis ingår i släktet Agoliinus och familjen Aphodiidae. Inga underarter finns listade i Catalogue of Life.